# Bạch thủy đằng
Bạch thủy đằng (danh pháp khoa học: Pentastelma auritum) là một loài thực vật thuộc phân họ Asclepiadoideae của họ Apocynaceae. Đây là loài đặc hữu của đảo Hải Nam, Trung Quốc.
Bạch thủy đằng là một loại dây leo dài tới 4 m, không lông, ngoại trừ phần cuống lá. Cuống lá dài 1–2 cm, có lông măng; phiến lá thuôn dài hình mác, kích thước 6-13 × 1,5-3,5 cm, gốc lá hình tim, đỉnh nhọn thuôn dài; 6-9 cặp gân bên. Cụm hoa dạng xim gồm 3-5 hoa; cuống cụm hoa và cuống hoa thanh mảnh. Các lá đài hình tam giác, 5 tuyến. Tràng hoa màu ánh đỏ; các thùy hình mác, kích thước khoảng 7 × 2.5 mm. Các thùy của vành ngắn hơn các bao phấn. Khối phấn hoa hình trứng thuôn dài. Đầu nhụy ngắn hơn các phần phụ của bao phấn. Ra hoa tháng 12.
Sinh sống trong các thung lũng ẩm ướt, ở độ cao 300–600 m.